# Fårholmen (vid Strömsö, Raseborg)
Fårholmen är en ö i Finland. Den ligger i Finska viken och i kommunen Raseborg i den ekonomiska regionen  Raseborg i landskapet Nyland, i den södra delen av landet. Ön ligger omkring 73 kilometer väster om Helsingfors.
Öns area är 3 hektar och dess största längd är 340 meter i sydväst-nordöstlig riktning. Ön höjer sig omkring 15 meter över havsytan.